# Додо Шапле
Доротеа „Додо” Шапле (енгл. Dorothea "Dodo" Chaplet) је измишљени лик у британској научнофантастичној телевизијској серији Доктор Ху. Додо је земаљска тинејџерка из 1966. године и била је сапутница Првог Доктора и главни лик у серији у њеној трећој сезони од фебруара до јула 1966. године. Само три серијала у којима се Додо појављује као главни лик су комплетна у BBC-овој архиви (Арка, Револвераши и Ратне машине). Додоина личност је била непрефињена, бистра и срећна.
Лејнин уговор није продужен након друге епизоде Ратних машина. Да би је заменили, два нова лика, Поли (Анеки Вилс) и Бен (Мајкл Крејз), нова лица Доктора Хуа у „раскалашној” средини 1960-их, постали су сапутници. Додо се појавила у шест прича (19 епизода од којих 11 тренутно постоји у BBC архиви).
Додо се појавила у неколико спиноф продукција, међу којима су и Big Finish-ове аудио драме и романи, али без учешћа Лејнове.

## Појављивања

### Телевизија
Додо је представљена на крају серијала Покољ. У тој причи, Доктор и Стивен путују у Париз 1572. године где су били сведоци прогона хугенотског становништва града. Упркос томе што се спријатељио са младом женом по имену Ен Шапле, Доктор зна да не може спречити предстојећи покољ 10.000 хугенота, међу којима је и Ен, од стране католичких француских власти. Стога одлази у ТАРДИС и одводи Стивена са собом. Када је Стивен сазнао, он је био бесан и размишљао је да напусти Доктора док је ТАРДИС био у 1960-им у Лондону.
Стивен се враћа у исто време када је једна млада жена одлутала у ТАРДИС мислећи да је то права полицијска говорница. Доктор и Стивен су остали затечени када се она представила као Додо Шапле и открива да јој је деда био Француз. Доктор нагађа да би Додо могла бити Енина потомкиња.
На крају Покоља она открива да нема родитеље, објашњавајући да живи са својом бабатетком "и неће јој бити свеједно ако ме више никада не види". Она је сведокиња својих слика на прозору сећања Небеског творца играчака од дана смрти своје мајке.
У својим путовањима са Доктором, Додо је путовала у далеку будућност, нажалост доносећи прехладу са собом чиме је заразила потомке човечанства, суочила се са лудим играма Небеског творца играчака, била је сведокиња пуцњаве у ОК Коралу, опростила се од Стивена у Дивљацима и била је хипнотисана од лажне вештачке интелигенције РОАМ у Ратним стројевима.
На пола пута кроз ту последњу пустоловину, она нагло одлази да се одмори на селу пошто је била хипнотисана и никада се више није појавила. На крају приче, Поли (која је била са Беном Џексоном, заузела је Додоино место сапутнице) објашњава одлазећем Доктору да је Додо одлучила да остане у 20. веку.

### Вебкаст
У веб емисији Збогом, Саро Џејн из 2020. коју је написао Расел Т. Дејвис, Додо се помиње као присутна на сахрани Саре Џејн Смит. Да би Додо преживела у 21. веку била би у супротности са различитим извештајима о њеној смрти (види доле).

### Други медији
Додоин живот пре него што се придружила Доктору и околности под којима му се придружила у ТАРДИС-у елаборирани су у роману Спасење Ранијих Докторових пустоловина, у којем ТАРДИС, одлазећи пошто је она у њега ушла, путује у Њујорк у Додоиној садашњости, што доводи до тога да Додо ради са Доктором и Стивеном на истраживању тајнствених бића која изгледају као богови. У роману Невиних несталих пустоловина Човек у сомотној маски, Додо има секс и заражена је ванземаљским вирусом који је полако квари.
Додоин живот пошто је напустила Доктор није обрађен у програму. ОГранак роман Ко је убио Кенедија Дејвида Бишопа открива да је Додо доживела нервни слом и да није могла да се сети својих пустоловина са Доктором, лутајући у психијатријским установама и ван њих. Повезујући се са новинаром који је истраживао истину иза UNIT-а, Додо бива убијена од стране Господара. Њеној сахрани присуствовао је само њен љубавник Џејмс Стивенс и непознати мушкарац који, на основу ограниченог описа датог, може бити или Други или Седми Доктор. Међутим, у варијанти романа поводом 20. годишњице створен је нови временски ток у ком убицу зауставља њен љубавник када путује у прошлост из будућности након интервенције Доктора за коју се претпоставља да је дванаеста таква инкарнација. Џејмс Стивенс је преминуо 2015. године, када је и је Додо преминула. Међутим, каноничност романа у односу на телевизијску серију је отворена. Откривено је да је жива и здрава у аудио специјалу Авантура Саре Џејн за 2020. Збогом, Саро Џејн Смит где присуствује сахрани Саре Џејн и помаже да се победи род ванземаљаца који су се убацили у службу.
Додо се такође појављује у роману Ранијих Докторових авантура, Војници из бункера, четири кратке приче у Невином декалогу и BBC Кратким причама и аудио драмама  продукције "Big Finish" где јој је глас дала Лорен Корнелијус. Њена појављивања укључују Мајку Русију, Приче из трезора, Повратак људи из ракете и Рат за крај свих ратова (што открива да је Стивен дао име својој омиљеној ћерки по Додо, иако је она умрла у покушају пуча који су изазвале њене сестре), и као самостална пратитељка у краткој причи "Big Finish"-а Ужас на Блечингтону.

## Зачетак и избор глумице
Додо је првобитно требало да има "уобичајени" нагласак и она је приказана на овај начин на крају Покоља. Међутим, почевши од следеће приче Барка проглашено је да главни ликови Доктора Хуа морају да говоре на „ББЦ-овом енглеском“ па је Додоин нагласак промењен. У Ужасу на Блечингтоун, приповедач Стивен Крајло јој даје бирмингемски нагласак који се веома разликује од било ког од њених претходних наречја.

## Пријем
На крају творци програма нису ни сматрали лик успешним, а критичари или обожаваоци је нису поново оценили. Један обожаватељ је написао: „Додо је била прелазна сапутница како би попунила простор у конзоли између продуцента који није знао шта да ради са њом и продуцента који није желео да има ништа са њом... није било важно што Додо не ради, она је била означена кутија, потписан уговор... Додо се побринула да се постојећи сценарији користе са најмањим могућим преписивањем, да ББЦ машина може да настави да производи 45 епизода годишње, без паузе за размишљање или размишљање". Исти уводник је негативно пореди са Беном и Поли, рекавши „оног тренутка када [они] стигну, мане лика постају јасне“.
Лејнова се никада није вратила улози, али се поново повезала са франшизом на жељу обожавалаца током прославе 50. годишњице. У изјави 1988. за Часопис Доктор Ху рекла је „...[Инес Лојд, тадашњи продуцент Доктора Хуа] је имао јасне планове за серију у коју се ни Стивен ни Додо заиста нису уклапали, а на пола пута моје прве године речено ми је да Додо требало да буде исписана. Волела бих да сам имала драматичан крај и своје опроштајне епизоде у Ратним стројевима, мада није морало ни пред камером. Могло је и у пријављеном говору, али ипак је било мало без врхунца. Ипак, ја сам се осветила, сада водим агенцију за гласовне улоге, а Инес Лојд ме је једном замолио да му нађем посао, подсетила сам га да ми је дао отказ из Доктора Хуа и рекала врло чврсто 'не'.